# Paul Camilleri
Paul Camilleri (ur. 6 stycznia 1934 w Birkirkarze) – maltański kolarz szosowy.
Brał udział w igrzyskach olimpijskich w 1960 (Rzym). Startował w wyścigu indywidualnym, w którym zajął 41. miejsce (dojechał w peletonie, którego lider (Willy Vanden Berghen) zajął trzecie miejsce i stracił 20 sekund do zwycięzcy) wyprzedzając 35 zawodników sklasyfikowanych. Ogółem startowało ponad 140 zawodników. W jeździe drużynowej na czas zajął 29. miejsce w stawce 32 zespołów (w tym dwa nie ukończyły tej konkurencji). Oprócz niego drużynę Malty stanowili John Bugeja i Joseph Polidano. Miał wówczas 171 cm wzrostu.